# PzH 2000
PzH 2000 (нем. Panzerhaubitze 2000) — немецкая самоходная артиллерийская установка (САУ), разработанная компанией Krauss-Maffei Wegmann в 1998 году.
Оснащена 155 мм гаубицей длиной в 52 калибра, системой навигации, автоматизированной системой управления огнём, ручной системой заряжания с боекомплектом в 60 снарядов и 228 модульных метательных зарядов, системой обнаружения огня и автоматического пожаротушения, системой защиты от ОМП. Также имеется возможность устанавливать блоки навесной динамической защиты на крышу и бока башни. PzH 2000 способна выпускать три снаряда за девять секунд или десять за 56 секунд на дальность до 30 км. Гаубице принадлежит мировой рекорд — на полигоне в Южной Африке она выстрелила на 56 км снарядом V-LAP (активно-реактивный снаряд с улучшенной аэродинамикой).

## История разработки
Работа над САУ началась в 1986 в кооперации Италии, Великобритании и Германии, после того как был закрыт из-за ненадежности проект их САУ PzH 155-1 (SP70). Удачные решения из этой САУ были перенесены в PzH 2000, в частности SP70 уже имела большинство механики стрельбы PzH 2000, включая «огневой налет».
Но предстояло устранить неразрешимые дефекты предыдущего проекта. Стороны пришли к выводу, что одной из ошибок был выбор недостаточно надежного шасси и требуется использовать больше унификации с проверенной практикой шасси от танка Леопард, а не отдельные технические решения. Стороны подписали Joint Ballistics Memorandum of Understanding (JBMOU) для разработки САУ с длиной ствола 52 для замены устаревшей артиллерии с длиной ствола 39 калибров, но с совместимостью со старыми снарядами. Германия запросила предложения по доработке САУ согласно JBMOU. Победителем тендера стала компания Wegmann с которой подписали контракт в 1996 году на 185 штук САУ с расширением закупки до 410 единиц для Бундесвера, если САУ будет признана успешной. На практике Бундесвер закупил 121 экземпляр САУ.

## Описание конструкции
Самоходная артиллерийская установка на гусеничном шасси с вращающейся башней.
Корпус и башня изготовлены из стальной брони. Лобовая броня САУ выдерживает пули калибра до 14,5 мм, остальная броня выдерживает пули из легкого стрелкового оружия. Броня защищает от осколков снарядов такой же кинетической энергии. Декларируется противоминное бронирование днища САУ. Имеется возможность установки дополнительного навесного бронирования, что в источниках иногда указывается как возможность установки динамического бронирования, но в реальной эксплуатации устанавливались в Афганистане блоки из обычной стали, так как толщина бронирования была недостаточной для защиты от минометного огня. Необходимость усиления бронирования САУ связана с тем, что штатное бронирование башни относительно тонкое и составляет всего 10-50 мм Хотя это стандартная толщина бронирования для САУ разработки 1980х годов, к примеру толщина бронирования башни Мста-С около 15 мм, но защита башни САУ нового поколения как Коалиция-СВ достигает уже 200 мм композитной брони. Сравнительно низкое бронирование PzH 2000 связано с основной тактикой ее использования «выстрелил — беги» («shoot-and-scoot»).
Вооружение: 155-мм орудие L52 (длина ствола 52 клб). Орудие оснащено дульным тормозом и эжектором. Привод наведения — электрический. Максимальная скорострельность 10 выстр./мин. Часть источников описывает процесс стрельбы как «полностью автоматический», хотя экипаж САУ имеет штатно двух заряжающих для ручной перезарядки. Полностью автоматической является только система наводки орудия. Процесс заряжания ручной. Заряжающий должен положить снаряд в подъемный лоток, который вставит снаряд в ствол. Часть источников именно подъемный лоток называет «автоматом заряжания». Однако в лоток должен быть вручную положен снаряд, что еще недостаточно для выстрела. После загрузки снаряда в ствол, один из членов экипажа должен вручную поместить в зарядную камору метательный заряд. В целях безопасности это делает наводчик, чтобы исключить случайный запуск механики выстрела в высоком темпе стрельбы, пока руки человека еще не покинули затвор. После загрузки метательного заряда наводчик производит выстрел. Сочетание автоматической наводки c ручным заряжанием производитель называет «полуавтоматической» стрельбой (semi-automatic). При стрельбе одиночными выстрелами возможно сокращение экипажа до 3х человек, тогда наводчик выполняет действия 2х заряжающих по подноске снарядов

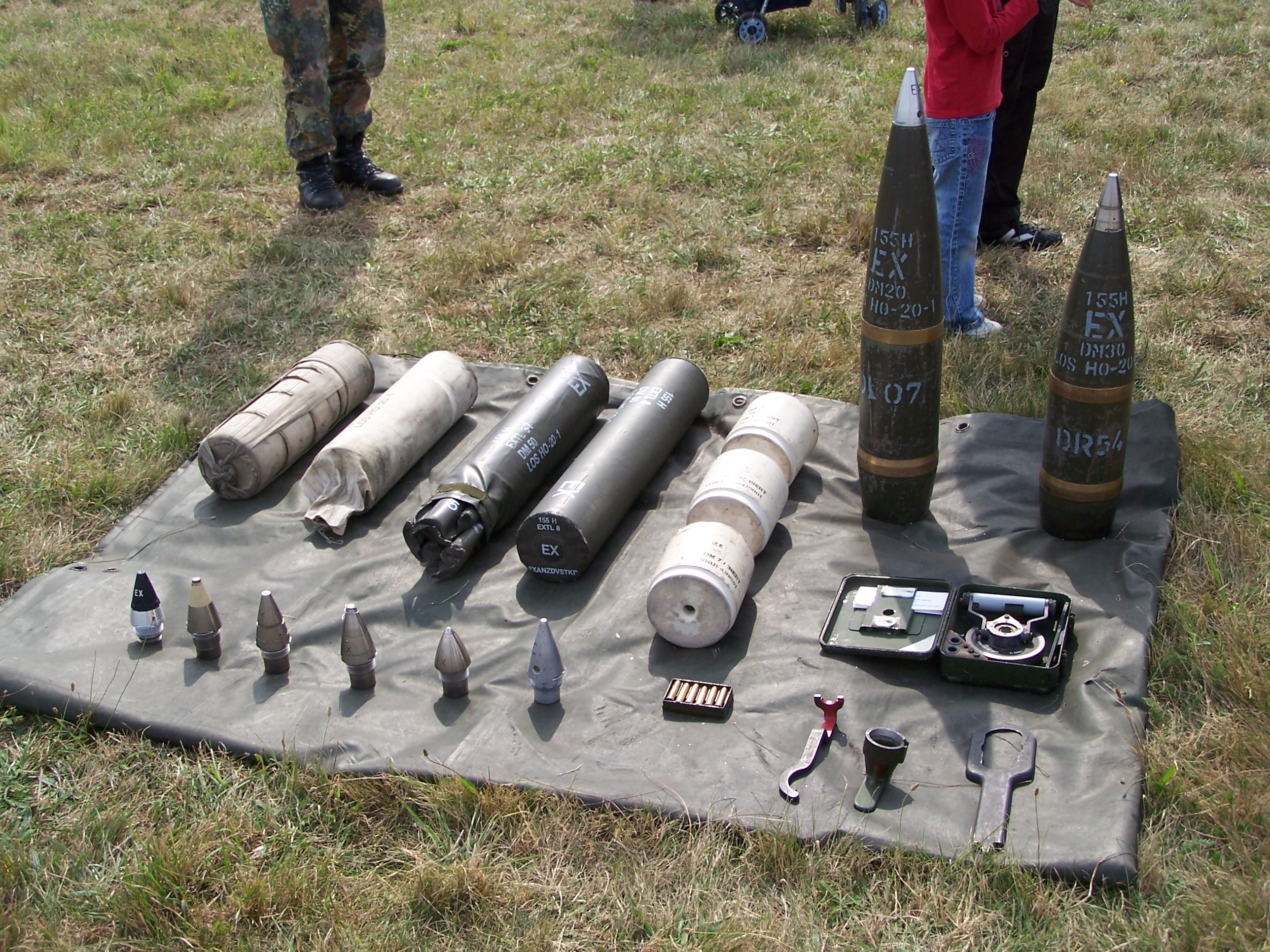
Снаряды и метательные заряды к самоходной гаубице PzH 2000.

Применяются все стандартные боеприпасы НАТО калибра 155 мм, в том числе с корректируемой траекторией.
Силовая установка: многотопливный дизельный двигатель MTU-881 с гидромеханической трансмиссией HSWL фирмы «Ренк».
Дополнительное оборудование: автоматическая система пожаротушения, система защиты от оружия массового поражения, навигационная система.
Самые высокие результаты по дальности для САУ получены снарядами с донным газовым генератором M1711 (40-47 км) и активно-реактивными снарядами южноафриканского производства V-LAP (54-67 км), но на практике далее 20 км все снаряды имеют высокий эллипс рассеивания и для стрельбы на высокие дальности предназначен корректируемый снаряд M982 Excalibur. Для стрельбы M982 Excalibur требуется специальное оборудование САУ, которое установлено на версиях САУ прошедших модернизацию после 2013 года. САУ может использовать корректируемые по GPS снаряды M982 Excalibur до дальности 48 км с КВО попадания около 1 метра До дальности 27 км может быть использован снаряд SMArt 155 выпускающий на парашюте самоприцеливающийся суббоеприпас с ударным ядром. Конструктивно данный суббоеприпас аналогичен кассетным элементам «Мотив-3М» в реактивном снаряде 9М55К1 для РСЗО Смерч. Хотя снаряд потенциально может нести два суббоеприпаса, но эта возможность не используются, так как ФРГ является подписантом Конвенции по запрету кассетных боеприпасов. По этой же причине штатно к САУ не имеется снарядов с любыми кассетными наполнителями.
Штатным снарядом для САУ является осколочно-фугасный DM121 Boattail с дальностью 30-36 км. Снаряд изначально был разработан для гаубиц с длиной ствола 39 калибров для дальности 29 км. Более высокая дальность в САУ достигнута за счет увеличения длины ствола до 52 калибров. Rheinmetall постоянно ведет испытания для улучшения кучности стрельбы на большие дистанции.
Ресурс ствола 25 тысяч модулей. До 6 модулей рассчитано на выстрел.

## Оценки
PzH 2000 имеет высокую репутацию у независимых экспертов; так, российский специалист О. Желтоножко определил её как лучшую систему в 2010 году, на которую ориентируются все производители самоходных артиллерийских установок.
PzH 2000 имеет рекордную скорость выпуска первых 3х снарядов за 9 секунд, но практически это может быть использовано при оборудовании САУ доплеровской РЛС корректировки выстрелов как MVRS-700SC, так как при обычной стрельбе первый «пристрелочный выстрел» имеет большое отклонение из-за ветра, влажности и т. п. Поэтому, чтобы внести необходимые автоматические поправки для следующих двух выстрелов, требуется интеграция СУО с РЛС, наблюдающей отклонение первого снаряда в полете. В противном случае все три выстрела не попадут в цель без предварительного «пристрелочного выстрела» с корректировкой. MVRS-700SC является упрощенной РЛС и может измерять только фронтальные отклонения по скорости полета снаряда, что позволяет внести корректировки из-за влияния температуры, влажности, давления и фронтального, но не бокового ветра. Наличие РЛС корректировки является опциональной для САУ Еще 10 выстрелов могут быть совершены за 56 секунд, но на практике зависит от степени разогрева ствола. Системы охлаждения ствола САУ не имеет. Фактически скорость стрельбы также зависит от опыта расчета, так как процесс стрельбы полуавтоматический, и часть операций производится двумя заряжающими вручную. Нормативно САУ разрешает произвести 20 выстрелов за 2 минуты, затем скорость стрельбы должна быть снижена до 8 выстрелов в минуту.
САУ имеет довольно высокую нормативную скорость перезагрузки боекомплектом из 60 снарядов — 12 минут. Перезагрузка осуществляется двумя заряжающими вручную, но в САУ имеется автоматический лоток для ускорения их работы.
Практический опыт использования САУ в Афганистане военнослужащими Нидерландов выявил следующие недостатки:
- Недостаточная герметичность машины, что вызывало проблемы от попадания в механику САУ пыли. Это также вызвало вопросы качества РХБ защиты САУ от использования оружия массового поражения;
- Хотя САУ предназначена для движения по бездорожью, даже при движении по дорогам недостаточного качества происходили поломки ходовой части;
- Поскольку САУ не имеет системы автоматического обеспечения рабочей температуры ствола, то для сохранения точности стрельбы требуются специальные меры, как хранение САУ под тентом для защиты от перегрева на солнце. Для точной стрельбы САУ требуется предварительный разогрев (cold gun effect). Для разогрева ствола до рабочей температуры в Афганистане голландскими артиллеристами применялись импровизированные «грелки» (warmers);
- Бронирование крыши САУ оказалось недостаточным от огня легких минометов и пуль, что потребовало усилить её импровизированной добавочной броней

Критика Нидерландов заставила производителя выполнить модернизацию САУ до версии PzH 2000A2. САУ этой версии имеют систему кондиционирования для большей стабильности температуры САУ, и для её работы мощность силовой установки поднята до 8 кВт. Всего 27 экземпляров САУ модернизировано до 2000A2, данные модернизированные САУ находятся на вооружении Бундесвера.

## Операторы

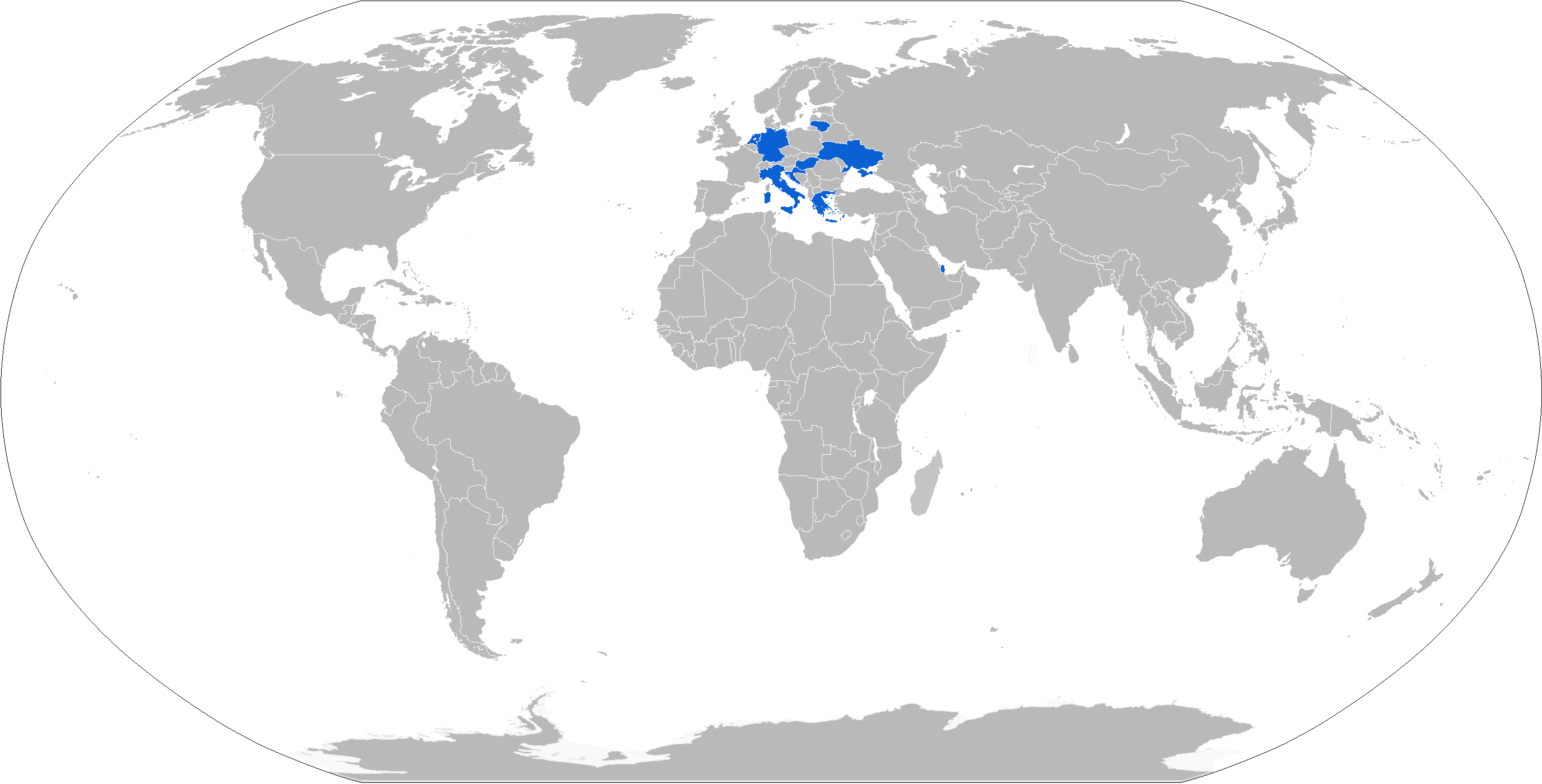
Операторы

- Германия — 109 единиц PzH 2000 на вооружении по состоянию на 2024 год[20]
- Греция — 24 единицы PzH 2000 на вооружении по состоянию на 2024 год[21]
- Италия — 67 единиц PzH 2000 на вооружении по состоянию на 2024 год[22]
- Литва — 16 единиц PzH 2000 на вооружении по состоянию на 2024 год[23]
- Нидерланды — 21 единица PzH 2000 на вооружении и 27 единиц на хранении по состоянию на 2024 год[24]
- Катар — 24 единицы PzH 2000 на вооружении по состоянию на 2024 год[25]
- Хорватия — 13 единиц PzH 2000 по состоянию на 2024 год[26]
- Венгрия — более 21 единицы на вооружении по состоянию на 2024 год[27]. 24 единицы PzH 2000 заказано в 2018 году (поставки 2021—2025 год)[28]
- Украина — 38 единиц PzH 2000 на вооружении по состоянию на 2025 год[29]. Правительство Германии одобрило передачу Украине 14 единиц из запасов Бундесвера[30][31][32], 8 единиц передано Нидерландами[30][33][34] и ещё 6 Италией[35]

## В массовой культуре
- PzH 2000 представлена в компьютерной игре Armored Warfare: Проект Армата[153].
- PzH 2000 представлен в многопользовательской онлайн игре War Thunder как САУ Германии V ранга в ветке исследования.

## Галерея

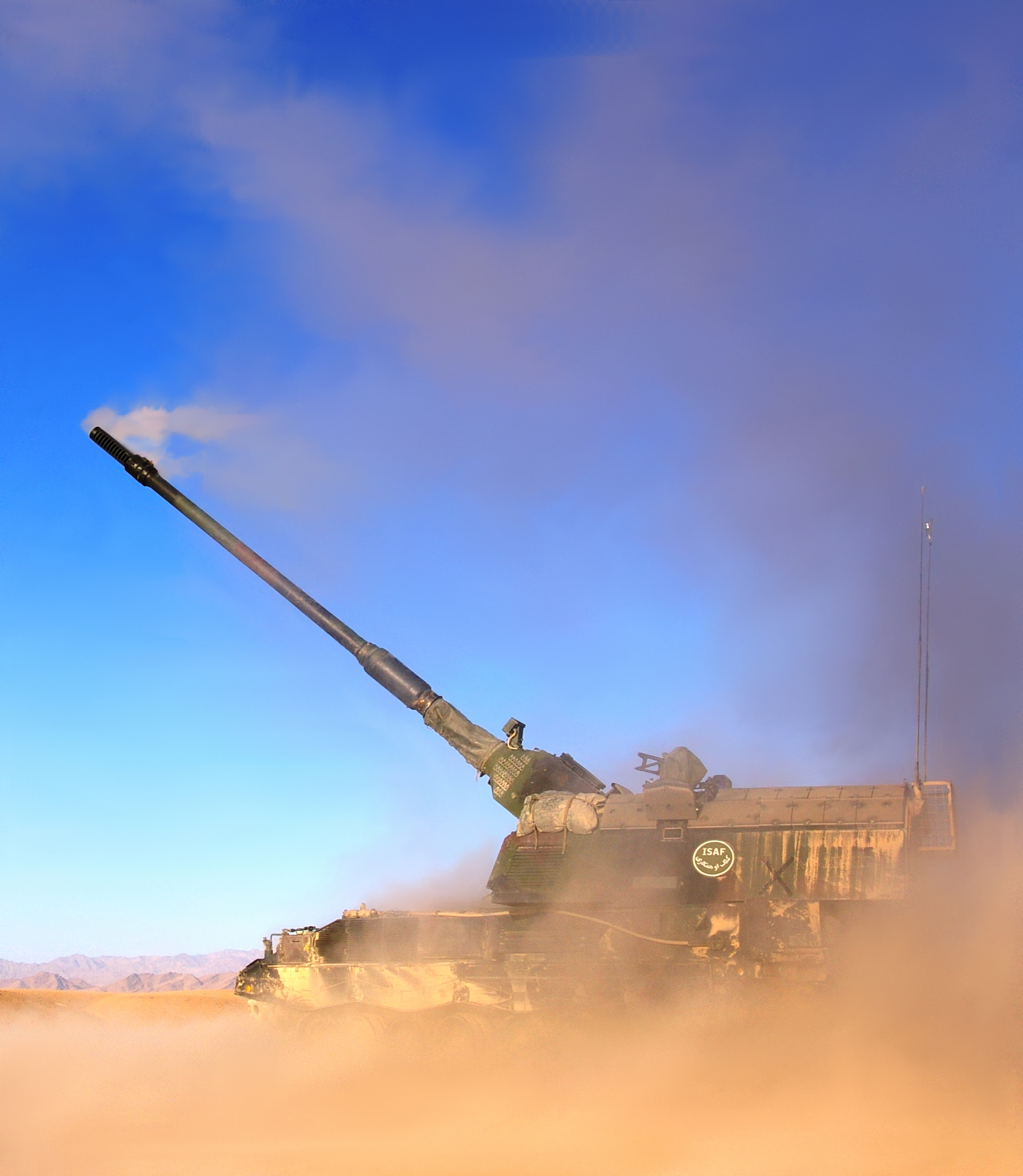
Нидерландская PzH 2000 41-го отдельного артиллерийского дивизиона ведёт огонь по талибам в ходе битвы за Хору (Battle of Chora) в провинции Урузгане, 16 июня 2007 года
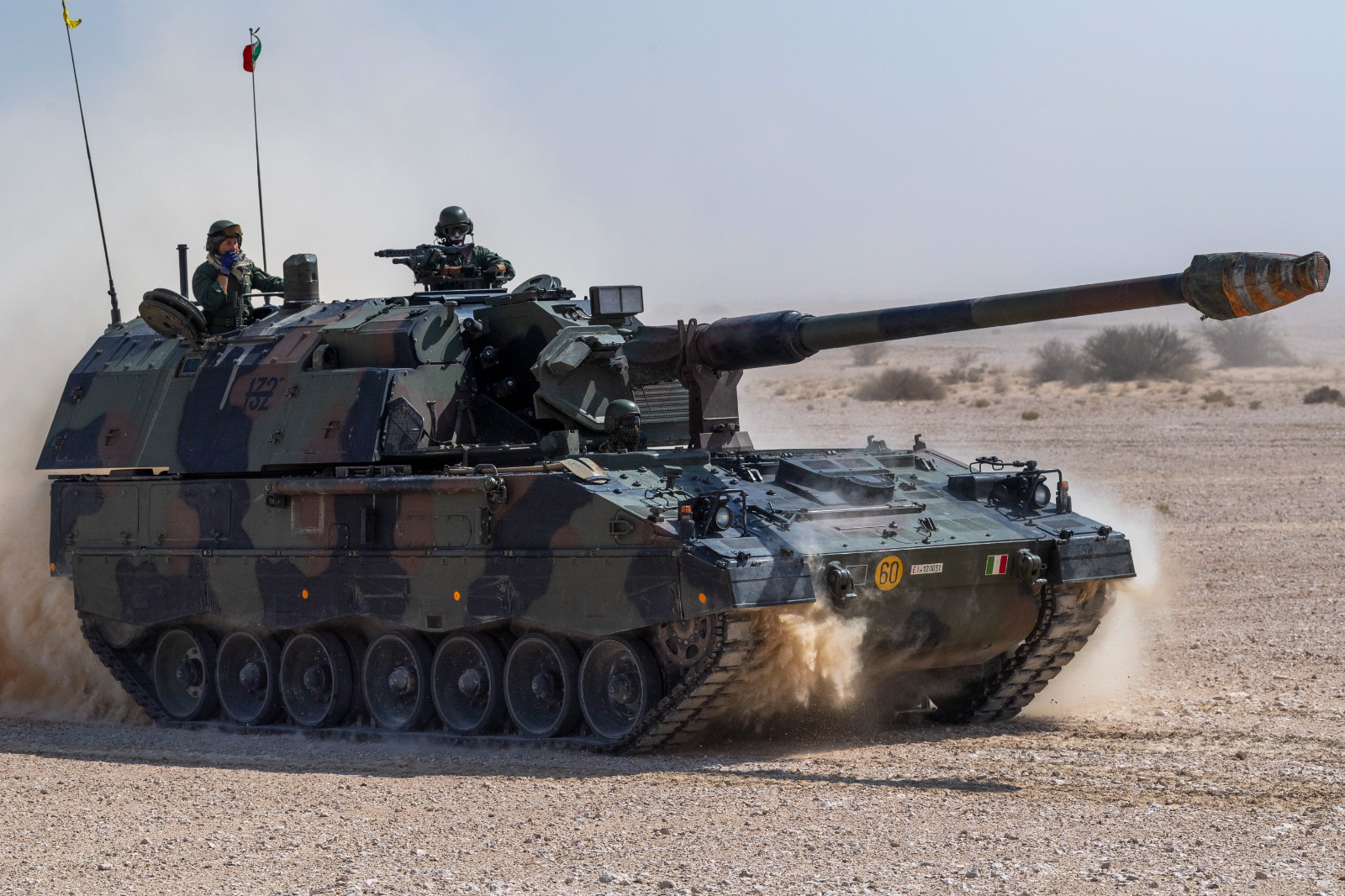
PzH 2000 132-й танковой бригады «Ариете» СВ Италии в ходе учений в Катаре, 15 июня 2022
- 131-й отдельный самоходный артиллерийский дивизион 10-й танковой дивизии ФРГ стреляет из PzH 2000 на полигоне Графенвёр, 15 марта 2016
- 41-й отдельный артиллерийский дивизион Королевской нидерландской армии и артдивизион литовской бригады «Железный волк» на полигоне Пабраде проводят стрельбы из PzH 2000, 6 октября 2020

## Сравнительная характеристика
|                                            | 2С19М2 «Мста-С» | M109A7 | PzH 2000 | AMX AuF1T | AS90 «Braveheart» |
| ------------------------------------------ | --------------- | ------ | -------- | --------- | ----------------- |
| Внешний вид                                |                 |        |          |           |                   |
| Год принятия на вооружение                 | 2012            | 2016   | 1998     | 1988      | 1998              |
| Боевая масса, т                            | 43,24           | 36,2   | 55,0     | 43,0      | 45,0              |
| Экипаж                                     | 5               | 4      | 3+2      | 4         | 5                 |
| Калибр пушки, мм                           | 152             | 155    | 155      | 155       | 155               |
| Длина ствола, калибров                     | 47              | 39     | 52       | 39        | 52                |
| Боекомплект пушки, выстрелов               | 50              | 39     | 60       | 42        | 48                |
| Максимальная дальность стрельбы ОФС, км    | 24,7            | 22     | 30       | 23        | 30                |
| Максимальная дальность стрельбы АР ОФС, км | 29              | 30     | 40       | 28        | 40                |
| Максимальная скорострельность, выстр./мин  | 10              | 6      | 8-10     | 8         | 6                 |
| Мощность двигателя, л. с.                  | 780             | 675    | 986      | 720       | 660               |
| Максимальная скорость, км/ч                | 60              | 61     | 60       | 60        | 53                |
| Запас хода по шоссе, км                    | 600             | 300    | 420      | 450       | 420               |

|                                            | Пальмария | K9 Thunder | SSPH Primus | PLZ-45 | PLZ-05 | Тип 99 |
| ------------------------------------------ | --------- | ---------- | ----------- | ------ | ------ | ------ |
| Внешний вид                                |           |            |             |        |        |        |
| Год принятия на вооружение                 | 1982      | 1998       | 2002        | 1997   | 2007   | 1999   |
| Боевая масса, т                            | 46,0      | 47,0       | 28,3        | 33,0   | 35,0   | 40,0   |
| Экипаж                                     | 5         | 5          | 4           | 5      | 5      | 4      |
| Калибр пушки, мм                           | 155       | 155        | 155         | 155    | 155    | 155    |
| Длина ствола, калибров                     | 41        | 52         | 39          | 45     | 52     | 52     |
| Боекомплект пушки, выстрелов               | 30        | 48         | 26          | 30     | 30     | 30     |
| Максимальная дальность стрельбы ОФС, км    | 24,7      | 30         | 19          | 24     | 39     | 30     |
| Максимальная дальность стрельбы АР ОФС, км | 30        | 40         | 30          | 39     | 52     | 38     |
| Максимальная скорострельность, выстр./мин  | 4         | 6-8        | 6           | 4-5    | 8      | 6      |
| Мощность двигателя, л. с.                  | 750       | 1000       | 550         | 520    | 520    | 600    |
| Максимальная скорость, км/ч                | 60        | 67         | 50          | 55     | 55     | 60     |
| Запас хода по шоссе, км                    | 500       | 480        | 350         | 550    | 550    | 300    |

Сноски
1. ↑  дальность стрельбы снарядом XM982 составляет до 40 км
2. ↑  дальность стрельбы снарядом V-LAP составляет до 56 км